# Танець смерті (фільм, 1991)
«Танець смерті» — радянський телефільм 1991 режисера Тину Вирве.

## Сюжет
Історія створення художнього шедевра XV століття — фрагмента «Танці смерті» роботи Бернта Нотке, в соборі Святого Миколая в Таллінні. Оригінальний шедевр був створений художником у церкві Святої Марії в Любеку і був знищений під час пожежі під час Другої світової війни. Але також існує фрагмент у Таллінні, який зазвичай приписується Нотці. Фільм дає свою версію появи талліннської копії, згідно з якою робота була виконана колективно одним з учнів Нотке та Міхелем Зіттовим, і виявилася незакінченою через епідемію чуми.

## В ролях
- Евальд Гермакюла — Бернт Нотке, художник
- Петер Волконський — Міхель Зіттов
- Марія Авдюшко — Хільдегард
- Андрус Ваарік — підмайстра художника Нотке
- Андрес Двинянінов — підмайстра художника Нотке
- Пірет Кальда — Аннеке та Доротея.
- Сулєв Луйк — Шейкель Кальт
- Хейно Мандрі — бургомістр Любека
- Рудольф Аллаберт — член ратуші Любека
- Юрі Ярвет — бургомістр Таллінна
- Мікк Міківер — Херман Роде
- Кайє Міхкелсон — Маргарет Сіттов та Ізабель Католік
- Кярт Томінгас — Марта
- Аарне-Маті Юкскюла — батько Марти
- Хендрік Тоомпере — Тіціан
- Райво Трас — Дідерек фон Катвіц.

## Знімальна група
- Режисер — Тину Вирве
- Сценаристи — Тину Вирве, Ханс Луйк, Промет Торга
- Оператор — Майт Мяеківі, Майт Лепік
- Композитор — Лепо Сумера